# Pamela Mason
Pamela Mason (10 de marzo de 1916 – 29 de junio de 1996), también conocida como Pamela Kellino, fue una actriz, escritora y guionista inglesa, conocida por ser la compañera creativa y primera esposa del actor inglés James Mason.

## Primeros años y vida personal
Nacida como Pamela Helen Ostrer en Westgate-on-Sea, Kent  o en Southend-on-Sea, Essex, Mason era hija de Helen (de soltera Spear-Morgan) y de Isidore Ostrer, un rico industrial y banquero judío que llegó a ser presidente de la Gaumont British Picture Corporation a principios de la década de 1920. Pamela dejó la escuela a los 9 años y se casó con el director de fotografía Roy Kellino a los 18, en 1934, adoptando a partir de entonces el nombre de "Pamela Kellino".
En 1935, Pamela Kellino conoció al actor James Mason en el rodaje de su segunda película, Troubled Waters, en la que su marido trabajaba como director de fotografía. James Mason y Pamela Kellino se sintieron rápidamente atraídos el uno por el otro. Mason se hizo muy amigo de los dos Kellino, se fue a vivir con ellos y colaboró con ellos en varios proyectos de cine y teatro, culminando en la película de 1938 I Met a Murderer, en la que él y Pamela Kellino interpretaban a dos amantes fugitivos. Poco después, Roy Kellino se divorció de Pamela, nombrando a James Mason corresponsal, y ella se casó con Mason en 1940. Roy Kellino mantuvo una relación amistosa con los Mason y dirigió sus películas posteriores Lady Possessed y Charade. Tras su divorcio y nuevo matrimonio, Pamela Mason siguió utilizando el nombre de "Pamela Kellino" durante algunos años en su trabajo como actriz y escritora.

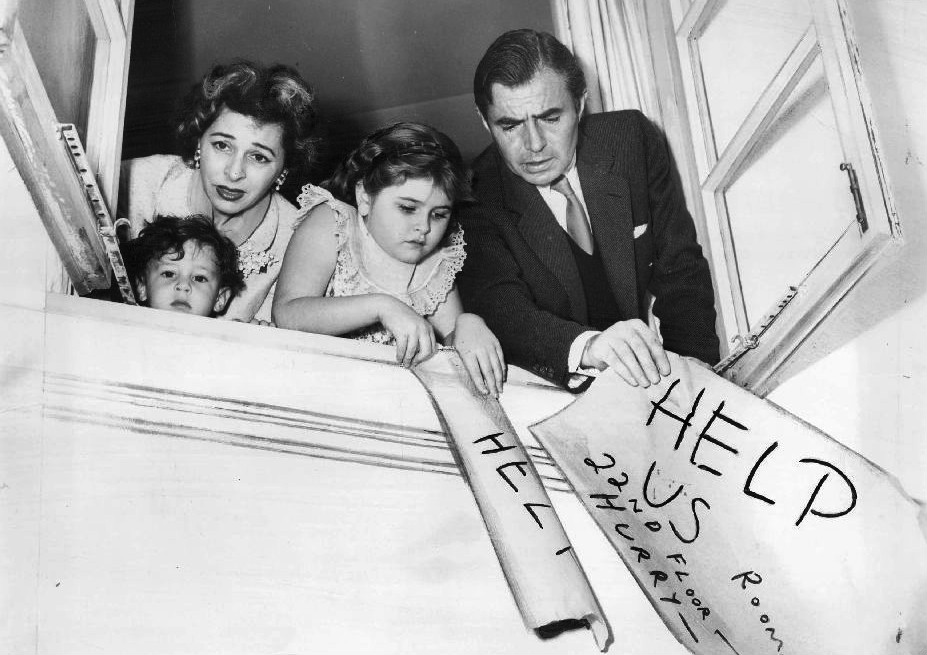
La familia Mason en 1957 en el programa de televisión Panic!. De izquierda a derecha, su hijo Morgan, Pamela Mason, su hija Portland y su esposo James Mason.

Los Mason se trasladaron de Londres a Hollywood a finales de la década de 1940, ocupando la mansión que había sido propiedad de Buster Keaton, donde Pamela se convirtió en una popular anfitriona de fiestas. Tuvieron dos hijos: su hija Portland (1948–2004), y su hijo Morgan (que más tarde fue asesor del presidente Ronald Reagan y se casó con Belinda Carlisle). Portland debe su nombre a la amiga de los Mason, Portland Hoffa, esposa del cómico radiofónico estadounidense Fred Allen.
Pamela Mason presentó una demanda de divorcio de James en 1962, alegando que había cometido adulterio. Según su hijo Morgan y otras fuentes, Pamela había tenido numerosas aventuras, pero gracias a la habilidad de su abogado Marvin Mitchelson, consiguió un acuerdo monetario de al menos un millón de dólares (9,275 millones de dólares actuales) cuando el matrimonio se disolvió definitivamente en 1964; se dijo que fue "el primer divorcio millonario de Estados Unidos". Como resultado de este éxito, Mitchelson se convirtió en un solicitado abogado de divorcios de famosos. Pamela Mason continuó viviendo en la mansión Keaton de Beverly Hills hasta su muerte, compartiéndola "con una multitud de gatos de granja" y siguió siendo una persona a la que se escuchaba y que hablaba sin rodeos "con una puntería impenitente, sin desviaciones y fulminante."

## Cine
Mason (como Pamela Kellino) debutó en el cine en 1934 en la película de gran presupuesto Jew Süss, de Gaumont British. Permaneció contratada por Gaumont British (la compañía cinematográfica de su padre) durante varios años, a pesar de actuar en películas sólo esporádicamente, al tiempo que trabajaba como guionista, productora y autora.
Desde finales de la década de 1930 hasta la década de 1950, Pamela Mason (a menudo conocida como Pamela Kellino, incluso después de su matrimonio con James Mason), escribió, produjo y / o apareció en varias películas en colaboración con James Mason y / o Roy Kellino. En particular, coprotagonizó con James Mason las películas The Upturned Glass y Charade (dirigida por Roy Kellino), ambas también coescritas por ella. Los Mason coprodujeron las películas I Met a Murderer y Lady Possessed, ambas dirigidas por Roy Kellino y que perdieron dinero. Pamela Mason también tuvo pequeños papeles en otras películas protagonizadas por James Mason.
Otras películas en las que apareció sin James Mason fueron The Child (1954) (un cortometraje dirigido por James Mason, en el que también aparecía su hija Portland), Sex Kittens Go to College (1960), Five Minutes to Live (1961) y The Sandpiper (1965).

## Televisión
A mediados de la década de 1950, los Mason aparecieron juntos en un programa de variedades de corta duración, The James Mason Show. Pamela Mason fue concursante en muchos episodios del concurso de televisión You Bet Your Life, presentado por Groucho Marx. Cambiaba de nombre, de dialecto y de estilo cada vez que aparecía en ese programa, pero su atractivo siempre cautivaba a Groucho. En la década de 1960, presentó dos programas de entrevistas: The Pamela Mason Show, de 1965 a 1966, y The Weaker (?) Sex, con invitadas femeninas, de 1968 a 1969.
Desde finales de la década de 1950 hasta la de 1970, apareció ocasionalmente como estrella invitada en varias series de televisión, como Playhouse 90, Love, American Style y Wonder Woman. Su última aparición como actriz fue en una película biográfica de Errol Flynn realizada para televisión en 1985.
Mason fue invitada habitual en The Merv Griffin Show en los años sesenta y setenta.

## Teatro
Antes de su matrimonio con James Mason y su posterior traslado a Hollywood, Pamela Mason (como Pamela Kellino) actuó en varias producciones teatrales londinenses, incluidas varias que cofinanció, coescribió o en las que actuó con James Mason. En 1947, hizo su debut en los escenarios estadounidenses en el papel principal del espectáculo de Broadway Bathsheba, en el que James Mason coprotagonizaba como "David"; se cerró después de sólo 29 representaciones.

## Escritura
Además de guionista, Mason escribió varios libros, tanto de ficción como de no ficción, algunos de los cuales se publicaron bajo el nombre de "Pamela Kellino". Su novela Del Palma (1948), calificada de "basura" por Kirkus Reviews, sirvió de base para la película Lady Possessed, coproducida por los Mason.
Otros títulos de Mason incluyen la novela Ignoramus, Ignoramus (1950) (ilustrada por James Mason); The Cats in Our Lives (1949), sobre los gatos y otros animales propiedad de los Mason (coescrita e ilustrada por James Mason); Marriage Is the First Step Toward Divorce (1968); y The Female Pleasure Hunt (1972).

## Empresaria
Mason era la accionista mayoritaria de Illingworth, Morris, una empresa textil controlada anteriormente por su padre y su tío. También dirigió una empresa de venta por correo de vitaminas y administró propiedades en Las Vegas, Nevada y Los Ángeles.

## Muerte
El 29 de junio de 1996, Mason falleció de un fallo cardíaco en su casa de Beverly Hills, California. Le sobrevivieron su hija y su hijo. Está enterrada en el cementerio Westwood Village Memorial Park de Los Ángeles.

## Filmografía
| Cine       | Cine                                                                      | Cine                                     | Cine                                                           |
| Año        | Película                                                                  | Papel                                    | Notas                                                          |
| ---------- | ------------------------------------------------------------------------- | ---------------------------------------- | -------------------------------------------------------------- |
| 1934       | Jew Suss                                                                  | Naomi Oppenheimer                        | acreditada como Pamela Kellino                                 |
| 1939       | Prince of Peace                                                           | Mary                                     | acreditada como Pamela Kellino                                 |
| 1939       | I Met a Murderer                                                          | Jo Trent                                 | Escritora, acreditada como Pamela Kellino                      |
| 1945       | They Were Sisters                                                         | Margaret Lee                             | acreditada como Pamela Kellino                                 |
| 1947       | The Upturned Glass                                                        | Kate Howard                              | Escritora, acreditada como Pamela Kellino                      |
| 1949       | Caught                                                                    | Mrs Fuller                               | sin acreditar                                                  |
| 1951       | Pandora and the Flying Dutchman                                           | Jenny                                    | acreditada como Pamela Kellino                                 |
| 1952       | Lady Possessed                                                            | Sybil                                    | Escritora, historia                                            |
| 1953       | Charade                                                                   | La artista/Pamela/baronesa Tanslan/Lilly | Escritora, acreditada como Pamela Kellino                      |
| 1954       | The Child                                                                 | Janet                                    |                                                                |
| 1960       | College Confidential                                                      | Edna Blake                               |                                                                |
| 1960       | Sex Kittens Go to College                                                 | Dr. Myrtle Carter                        |                                                                |
| 1961       | Five Minutes to Live                                                      | Ellen Harcourt                           | Títulos alternativos: Door-to-Door Maniac Last Blood           |
| 1965       | The Sandpiper                                                             | Ellie                                    | sin acreditar                                                  |
| 1966       | The Navy vs. the Night Monsters                                           | Marie                                    | Títulos alternativos: Monsters of the Night The Night Crawlers |
| 1968       | Wild in the Streets                                                       | Pamela Mason                             | sin acreditar                                                  |
| 1970       | Everything You Always Wanted to Know About Sex* (*But Were Afraid to Ask) | Pamela Mason                             |                                                                |
| Televisión |                                                                           |                                          |                                                                |
| Año        | Título                                                                    | Papel                                    | Notas                                                          |
| 1953       | Omnibus                                                                   | Josephine                                | 1 episodio                                                     |
| 1954       | Schlitz Playhouse of Stars                                                | Josephine                                | 1 episodio                                                     |
| 1956       | G.E. Summer Originals                                                     |                                          | 1 episode                                                      |
| 1956       | The James Mason Show                                                      | Ella misma                               | Múltiples episodios                                            |
| 1957       | Panic!                                                                    |                                          | 1 episodio                                                     |
| 1957       | General Electric Theater                                                  | Iris Sebastian                           | 1 episodio                                                     |
| 1957–1958  | Playhouse 90                                                              | Varios papeles                           | 3 episodios                                                    |
| 1958       | Jane Wyman Presents                                                       | -                                        | Escritora, 1 episodio                                          |
| 1970       | Love, American Style                                                      |                                          | 2 episodios                                                    |
| 1973       | The New Dick Van Dyke Show                                                |                                          | 1 episodio                                                     |
| 1977       | Wonder Woman                                                              | Carla Burgess                            | 1 episodio                                                     |
| 1985       | My Wicked, Wicked Ways... The Legend of Errol Flynn                       | Phoebe Straight                          | Telefilme, (última aparición)                                  |

## Apariciones en radio
| Año  | Programa | Episodio/fuente |
| ---- | -------- | --------------- |
| 1952 | Suspense | Odd Man Out     |